# Porträtgedicht
Ein Porträtgedicht ist eine Sparte der Lyrik, bei der das Gedicht über eine Person geschrieben wird. Porträtgedichte werden häufig zu Ehrentagen, Jahrestagen oder postum über Eigenschaften, Verhalten und retrospektiv über die Entwicklung der Personen erstellt.

## Eigenschaften
In der Lyriktheorie, die Gedichte als "Einzelrede in Versen" begreift, wird das Porträtgedicht der referentiellen Lyrik zugeordnet.
Das heißt, dass der Sprechakt über eine Person referiert.
Das Porträtgedicht ermöglicht einen Blick in die Vergangenheit, wodurch es als eine Variante der Geschichtslyrik eine eigene Subgattung bildet.
Durch ihre Aktualität bei der Entstehung gehören Porträtgedichte für die Geschichtswissenschaft zu den Primärquellen.
Ein Porträtgedicht ist ein literarisches Porträt.

## Autoren
Im angloamerikanischen Raum war vor allem James J. Metcalfe, ein ehemaliger FBI-Agent, in diesem Genre erfolgreich. Er schrieb seit seiner Kindheit Gedichte, aber erst als Journalist hatte er nach dem Zweiten Weltkrieg die Möglichkeit sie zu verbreiten. Seine Porträtgedichte wurden in über 100 Tageszeitungen abgedruckt.

## Sammelwerke
- Harald Gerlach: aber du – der ich war. In: Ulrich Kaufmann, Bettina Olbrich (Hrsg.), Wartburg Verlag – c/o Evangelisches Medienhaus, Weimar 2011, ISBN 978-3-86160-244-6.
- Goethe eines Nachmittags. Porträtgedichte. (Eine Anthologie.) Ulrich Berkes, Wolfgang Trampe (Hrsg.), Aufbau-Verlag, Berlin-Weimar 1979.